# Alice Coachman
Alice Coachman Davis, ameriška atletinja, * 9. november 1922, Albany, Georgia, ZDA, † 14. julij 2014, Albany.
Nastopila je v skoku v višino na poletnih olimpijskih igrah leta 1948, kjer je osvojila naslov olimpijske prvakinje kot prva temnopolta atletinja.